# Al-Nahda Club
L'Al-Nahda Club (àrab: نادي النهضة لكرة القدم, Nādī an-Nahḍa li-Kurat al-Qadam, ‘Club de Futbol el Renaixement’) és un club de futbol omanita de la ciutat d'Al-Buraimi. Al-Nahda significa Renaixement.

## Palmarès
- Lliga omanita de futbol: [3]
  - 2006–07, 2008–09, 2013–14
- Supercopa omanita de futbol: [4]
  - 2009, 2014